# 20 000 milja pod morem
20 000 milja pod morem (francuski: Vingt mille lieues sous les mers: Tour du monde sous-marin) znanstvenofantastični je roman kojeg je napisao Jules Verne. Roman je originalno objavljen u više dijelova u Hetzelov dvotjedniku Magasin d'éducation et de récréation od ožujka 1869. do lipnja 1870. godine. Roman opisuje Kapetana Nema i njegovu podmornicu Nautilus, kroz perspektivu profesora Pierre Aronnaxa. Roman ima nastavak koji se zove Tajanstveni otok.
U ovom romanu predviđena je između ostalog izgradnja podmornice s ljudskom posadom i osvajanje Južnog pola.

## Naslov
20 000 milja označava prijeđeni put podmornice, ne dubinu na koju je ona sišla. 20 000 ondašnjih francuskih milja iznosi 80 000 km, dok je najveća izmjerena dubina oceana oko 11 km. Najveća dubina koja se spominje u romanu je 4 milje.

## Radnja
Vrijeme radnje je 1866. kada se oformila ekspedicija i krenula u potragu za nepoznatim stvorenjem koje je sijalo paniku. Dana 7. studenog iste godine putnici s fregate USS Abraham Lincoln dospjeli su na Nautilus i na njemu proveli gotovo deset mjeseci. Radnja se uglavnom odvija u podmorju Indijskog, Tihog i Atlantskog oceana te Crvenog mora i Sredozemlja. Nautilus obilazi cijeli svijet te dolazi i na Južni pol. Kapetan Nemo prolazi kroz podmorski tunel ispod Sueske prevlake. Obilazi s profesorom Aronnaxom i potonuli kontinent Atlantidu. Nautilus prvo oplovljava svijet u smjeru paralela, a zatim i uzduž od Južnog k Sjevernom polu u pravcu meridijana. Putovanje trojice zarobljenika završava pred obalom Norveške gdje Nautilus nestaje u divovskom vrtlogu Maelstromu.

## Likovi
- Kapetan Nemo vlasnik je i zapovjednik podmornice Nautilus. Čovjek je koji se odrekao ljudi, kopna, čak i vlastita imena (latinski: nemo – nitko). Već i sam njegov izgled govori o neobičnoj osobi punoj suprotnosti. Nemo je moćan i bogat. Bogatstvo i odlično obrazovanje omogućili su mu da sagradi savršeno sredstvo za podmorsku plovidbu, na kojem izolirano živi s malom i slijepo odanom posadom.

Na Nautilusu je sve razrađeno do najmanjih pojedinosti i primjereno Nemovu načinu života. Kako se potpuno odvojio od zemaljskog života, iz mora iskorištava sve: od energije do hrane i sirovine za odjeću. Vrstan je poznavalac tehnike, fizike i drugih znanosti, mnogih jezika i umjetnosti.  Osoba je snažna duha, usmjerena k osveti. Tek pri kraju svog boravka u podmornici profesor Aronnax naslućuje da je kapetan Nemo nesretno izgubio ženu i djecu i da zbog toga pati.
Nema upoznajemo u različitim situacijama: kada spašava siromašnog lovca na bisere, kada pomaže pobunjenicima na otoku Kreti, kada tuguje za poginulim članovima posade, ali upoznajemo njegovu mračnu stranu u epizodi osvetničkog i nemilosrdnog napada na ratni brod.
Nemo s profesorom vodi duge razgovore i upoznaje ga s tajnama podmornice i tajnama morskih dubina. Tako se među njima razvija neobično prijateljstvo, ali kapetan Nemo ipak profesoru ostaje tajnovit. No prije bijega profesor vidi Nema u trenucima slabosti i pokajanja; moć koju je imao u rukama i koja mu je omogućavala da sudi ljudima, postala je njegovo prokletstvo.
- Profesor Pierre Aronnax francuski je prirodoslovac i svjetski poznat stručnjak čije je znanstveno obrazovanje bilo presudno za dobivanje poziva za ekspediciju čiji je cilj bio otkriti o kakvom se nepoznatom morskom stvorenju radi. Međutim, kada nesretnim slučajem s dvojicom prijatelja postaje zarobljenik u podmornici Nautilus, profesora kao znanstvenika zanosi mogućnost otkrivanja svjetova u morskim dubinama. Želi sve vidjeti, sve zabilježiti i zbog oduševljenja mnoštvom novih otkrića ne osjeća nostalgiju niti želju da pobjegne. Divi se kapetanu Nemu i njegovim tehničkim dostignućima i sluti da je taj neobičan čovjek u srcu nesretan i očajan. No, za njihov je odnos presudan bio okrutan i nemilosrdan Nemov napad na ratni brod. Tada i profesor Aronnax uviđa silinu kapetanove želje za osvetom. Kao razuman i osjećajan čovjek donekle ima razumijevanja za veličinu i tragiku Nemove osobe i motive koji ga potiču.

Profesorov je glavni pokretač znanstvena znatiželja, no strast za znanstvenim spoznajama ne želi pretpostaviti čovječnosti, pa na koncu odluči pobjeći sa svojim prijateljima. Naravno, svoje zapise s putovanja iznijet će javnosti jer smatra da znanstvene spoznaje nisu vlasništvo jednog čovjeka već opće dobro.
- Conseil je profesorov sluga (francuski: conseil – savjetnik), poslušna, odana i praktična osoba.

- Ned Land prostodušni je Kanađanin, čovjek koji voli slobodu, prostranstva, lov i guši se u zatvorenoj podmornici. Čezne za rodnim krajem. Nagao je, ne nose ga znanstveni motivi već želja za slobodom te uporno planira bijeg. Oličenje je životne vitalnosti.